# Roman Berezovsky
Roman Berezovsky (armeni: Ռոման Բերեզովսկի)  (Erevan, 5 d'agost de 1974) és un exfutbolista armeni de la dècada de 2000.
Fou 94 cops internacional amb la selecció d'Armènia.
Pel que fa a clubs, defensà els colors de FC Zenit Sant Petersburg, FC Torpedo Moscou, FC Dynamo Moscou o Khimki.